# Umraomal Purohit
Umraomal Purohit (Bhimji ki Hatai, 1 maart 1928 - Mumbai, 27 februari 2014) was een Indiaas syndicalist.

## Levensloop
Purohit werd geboren in Bhimji ki Hatai in het district Jodhpur te Rajasthan. Hij verloor op jonge leeftijd zijn vader en groeide op in het gezin van zijn nonkel. Na het voltooien van zijn studies werd hij in 1946 stationchef. Hij was bevriend met Harish Joshi en Jainarain Vyas. Na 15 werkdagen werd hij ontslagen omwille van syndicale en politieke activiteiten, maar na protesten mocht hij zijn functie opnieuw opnemen. Een jaar later werd hij alsnog ontslagen.
Vervolgens werd hij actief in de Indian National Trade Union Congress (INTUC), na de opsplitsing van deze vakbond in 1948 werd hij actief in de Hind Mazdoor Sabha (HMS). Nadat de spoorbonden van de HMS en INTUC in 1953 opnieuw fuseerden, werd Purohit aangesteld als ondervoorzitter van de Western Railway Employees' Union (WREU). Vervolgens was hij van 1958 tot 2000 algemeen secretaris van deze spoorbond. In 1958 verliet Jodhpur om zich te vestigen in Bombay (nu Mumbai) en in 1962 werd hij verkozen tot assistent-algemeen secretaris van de All India Railwaymen's Federation (AIRF). Vervolgens werd hij in 1976 werkend voorzitter van deze vakcentrale en in 1980 voorzitter. In 1985 werd hij vervolgens aangesteld als algemeen secretaris van de HMS en in 2000 tot voorzitter van de WREU.
Tevens werd hij in 1985 verkozen tot ondervoorzitter van de Aziatisch-pacifische regio van het Internationaal Verbond van Vrije Vakverenigingen (IVVV-APRO) en in 1998 volgde hij de Duitser Eike Eulen op als voorzitter van de International Transport Workers' Federation (ITF), een functie die hij uitoefende tot 2006. Hij werd in deze hoedanigheid opgevolgd door de Zuid-Afrikaan Randall Howard.